# Béthanie
Béthanie es un municipio de la provincia de Quebec en Canadá. Está ubicado en el municipio regional de condado de Acton y a su vez, en la región de Montérégie-Est (Montérégie). Hace parte de las circunscripciones electorales de Johnson a nivel provincial y de Saint-Hyacinthe−Bagot a nivel federal.

## Geografía
Béthanie se encuentra ubicada en las coordenadas 45°30′00″N 72°26′00″O / 45.50000, -72.43333. Según Statistique Canada, tiene una superficie total de 46,53 km² y es una de las 1134 localidades en las que está dividido administrativamente el territorio de la provincia de Quebec.

## Demografía
Según el censo de 2011, había 314 personas residiendo en este municipio con una densidad poblacional de 6,7 hab./km². Los datos del censo mostraron que de las 331 personas censadas en 2006, en 2011 hubo una disminución poblacional de 17 habitantes (-5,1%). El número total de inmuebles particulares resultó de 149 con una densidad de 3,20 inmuebles por km². El número total de viviendas particulares que se encontraban ocupadas por residentes habituales fue de 125.